# Valentina Lizcano
Madeline Johana Lizcano Angulo, conocida como Valentina Lizcano (Cali, 27 de abril de 1984), es una actriz, modelo y presentadora colombiana.

## Biografía
Nacida el 27 de abril de 1984 en Cali, vivió en el municipio de Málaga en el departamento de Santander hasta que decide trasladarse a Bogotá para empezar afianzar su carrera actoral. En 2004 participó en el reality show Protagonistas de novela del Canal RCN; fue presentadora del programa de televisión infantil Bichos bichez. Inicia su carrera actoral con el personaje de Luz Amparo en la serie Aquí no hay quien viva. En 2012 fue nominada en la 28.a versión de los Premios India Catalina de la televisión colombiana por su papel de reparto en la telenovela El secretario del Canal Caracol.
Además fue locutora de la emisora 40 Principales, en el programa El Levante de LOS40.

## Filmografía

### Televisión
| Año       | Título                                   | Personaje                | Canal              |
| 2024      | Arelys Henao, aún queda mucho por cantar | Victoria "Vicky" Giraldo | Caracol Televisión |
| 2018-2020 | La nena                                  | Astrid                   | Caracol Play       |
| 2018-2021 | La reina del flow                        | Zulma López              | Caracol Televisión |
| 2017      | Polvo carnavalero                        | Renata Concepción        | Caracol Televisión |
| 2015-2016 | Dulce Amor                               | Amanda                   | Caracol Televisión |
| 2013      | ¿Quién eres tú?                          | Florencia Monard         | Univision          |
| 2011-2012 | El secretario                            | Olga Linares             | Caracol Televisión |
| 2011      | La reina del sur                         | Martha                   | Telemundo          |
| 2010      | La diosa coronada                        | Adelaida Páez            | Telemundo          |
| 2009-2010 | Los Victorinos                           | Milena Sánchez           | Telemundo          |
| 2009      | Inversiones el ABC                       |                          | Canal RCN          |
| 2008-2009 | Aquí no hay quien viva                   | Luz Amparo González      | Canal RCN          |

## Programas
| Año  | Título                    | Personaje            | Canal     |
| ---- | ------------------------- | -------------------- | --------- |
| 2005 | Bichos                    | Flora (Presentadora) | Canal RCN |
| 2004 | Protagonistas de novela 3 | Participante         | Canal RCN |

## Cine
| Año  | Título                                 | Personaje       |
| ---- | -------------------------------------- | --------------- |
| 2022 | Escándalo Secreto, en plena cuarentena | La mujer del 10 |
| 2019 | Los Ajenos Futbol Club                 | Cacao Mendoza   |

## Teatro
| Año  | Título                       | Personaje | Nota |
| ---- | ---------------------------- | --------- | ---- |
| 2022 | Beethoven no es el puma      |           |      |
| 2021 | La Nena, teatro en capítulos | Astrid    |      |

## Premios y nominaciones

### Premios TVyNovelas
| Año  | Categoría                             | Telenovela/Serie       | Resultado |
| ---- | ------------------------------------- | ---------------------- | --------- |
| 2016 | Mejor actriz antagónica de telenovela | Dulce Amor             | Nominada  |
| 2012 | Mejor actriz de reparto de telenovela | El secretario          | Nominada  |
| 2009 | Mejor actriz/actor revelación         | Aquí No Hay Quien Viva | Ganadora  |

### Premios India Catalina
| Año  | Categoría                                     | Nominado      | Resultado |
| ---- | --------------------------------------------- | ------------- | --------- |
| 2012 | Mejor actriz de reparto de telenovela o serie | El secretario | Nominada  |